# Joseph Serrant
Joseph Serrant, né le 10 janvier 1767 à Saint-Pierre de la Martinique et mort le 7 novembre 1827 à Clermont-Ferrand, dans le Puy-de-Dôme, est un général français de la Révolution et de l’Empire.

## Période révolutionnaire
Joseph Serrant est le fils d'Antoine Serrant, planteur, et d'une mulâtresse nommée Élisabeth. Il est donc, juridiquement, un libre de couleur. Il s'engage comme volontaire dans le régiment de Bouillé le 4 novembre 1782, et participe comme caporal à la campagne de la Dominique en 1783. Libéré après cinq ans, il s'établit comme cordonnier à Saint-Pierre. 
Au début des troubles révolutionnaires, il reprend du service dans la Garde nationale et fréquente le Club des Dominicains où il se lie avec Louis Delgrès. Les deux hommes suscitent une pétition sur le statut des libres de couleur et sont forcés de s'exiler à la Dominique. Ils embarquent à bord de la frégate La Félicité commandée par le commandant Lacrosse qui les emmène à Sainte-Lucie où ils sont élus lieutenant pour Louis Delgrès et sous-lieutenant pour Joseph Serrant. La frégate gagne ensuite Pointe-à-Pitre où elle arrive le 9 décembre. Lacrosse annonce la République et la mise en œuvre des droits de l'homme ainsi que l'abolition de l'esclavage. Toutefois, cette proclamation ne sera pas suivie d'effets. 
Joseph Serrant intègre ensuite le 109e régiment d'infanterie sous les ordres de Rochambeau et gagne ses galons de capitaine. Il est fait prisonnier lors des combats de la Martinique contre les Anglais le 15 février 1794 et envoyé à Plymouth. Il est échangé en mai 1795 et affecté à la 106e demi-brigade d'infanterie de bataille. On l'envoie alors à Ouilly-le-Basset avec mission d'y ramener la paix en éradiquant la rébellion des Chouans. En août 1796, il rejoint la 13e demi-brigade d'infanterie de ligne avant d'être muté dans l'armée d'Helvétie à la 87e demi-brigade de ligne. Aux ordres du colonel Armand Philippon, il fait les campagnes des Grisons et du Valais, puis rejoint le Piémont. Il est blessé lors de la bataille de Murazzo le 31 octobre 1799. Jusqu'en 1804, il se bat en Suisse et en Italie du Nord avant d'être nommé commandant de la place d'Orbetello.

## Empire
En 1804, Serrant rejoint le 5e régiment d'infanterie de ligne, participe à la campagne de Vénétie avant que son régiment ne soit envoyé occuper la Dalmatie. Il dirige la prise de Curzola puis est chargé de défendre le Vieux-Raguse par le général Lauriston. Il y gagne ses galons de chef de bataillon le 21 juin 1806, et la croix de chevalier de la Légion d'honneur. 
Il participe ensuite à la bataille de Debilibriche, est blessé et fait prisonnier lors de la bataille de Gospich. Il est échangé et nommé colonel du 3e régiment de chasseurs croates (« Régiment d'Ogulin »). Il prend en 1811 le commandement du 8e régiment d'infanterie légère affecté au corps d'armée du prince Eugène de Beauharnais pour la campagne de Russie. Lors de la bataille d'Ostrovno, les 25 et 26 juillet, il est blessé alors qu'il protège la cavalerie de Murat, et il est élevé au grade d'officier de la Légion d'honneur le 31 juillet suivant. Promu général de brigade le 29 septembre 1812, il est blessé à la bataille de Maloyaroslavets le 24 octobre, puis conduit son régiment lors de la retraite avant d'être fait prisonnier à Vilnius le 9 décembre 1812. Il s'évade, traverse seul la Pologne et rejoint le prince Eugène à Magdebourg. 
De retour en France, il est mis en congé de convalescence le 2 avril 1813. Employé dans la 7e division militaire le 10 janvier 1814, il sert sous Dessaix en Savoie. Il s'empare d'Annecy le 24 février, puis des Gorges des Usses le 26 février, sert au combat de Saint-Julien le 1er mars, et de nouveau vainqueur à Annecy le 23 mars 1814. Il est mis en non activité le 20 juin 1814, et il est fait chevalier de Saint-Louis le 14 novembre suivant.

## Restauration
Le 9 mai 1815, il est employé auprès du général Puthod à Lyon, et il est mis en non activité le 1er août 1815. Compris comme disponible dans le cadre de l'état-major général le 30 décembre 1818, il est admis à la retraite le 16 février 1825. Il meurt le 7 novembre 1827, à Clermont-Ferrand.
Contrairement à ce qu'affirment certains auteurs, Joseph Serrant n'a pas été baron de l'Empire, les lettres-patentes du titre n'ayant jamais été délivrées. Selon le dossier du service historique de l'Armée de Terre, il a adressé une supplique à Louis XVIII pour faire confirmer ce titre, suscitant une enquête de police sur ses origines métisses et un refus du roi.